# Ever Anderson
Ever Gabo Anderson, född 3 november 2007 i Los Angeles, Kalifornien, är en amerikansk skådespelare. Hon är dotter till Milla Jovovich och Paul W.S. Anderson.
Andersons genombrott som skådespelare kom i och med hennes medverkan i filmen Resident Evil: The Final Chapter år 2016. År 2021 medverkade hon i superhjältefilmen Black Widow. År 2023 spelade hon Lena Darling, en av huvudrollerna i filmen Peter Pan och Lena. Samma år kommer hon att spela av de ledande rollerna i filmen Helvellyn Edge.

## Filmografi (i urval)
- 2016 – Resident Evil: The Final Chapter
- 2021 – Black Widow
- 2023 – Peter Pan och Lena
- 2023 – Helvellyn Edge